# 全秦グループ
全秦通商株式会社（ぜんしんつうしょう、ZENSHIN tusho）は、岡山県津山市に本社を置き、パチンコチェーン店を中心に、ゴルフ場も運営するアミューズメント系総合企業。

## 概要
鳥取県・島根県・香川県にパチンコチェーン店「ラスベガス」「フェニックス」「Z-One」で6店舗、ゴルフ場「山陽ゴルフ倶楽部」を展開する。
以前は、書店「ブックセンターコスモ」、カラオケボックス「ブルートレイン」（後の「カラオケメロディー」）、バッティングセンターも展開していた。現在は書店、カラオケ店は閉店し、バッティングセンターは経営から外れている。
またパチンコ店については、一時期 兵庫県・岡山県・広島県を含め14店舗展開していたが、2022年までで閉店となった。

## 歴史
- 1965年（昭和40年）7月18日 - 全本金属を創業。全秦通商の原点となる。
- 1971年（昭和46年） - 全本金属與業に改称。
- 1975年（昭和50年）12月24日 - 現在の全秦通商株式会社の原点となるパチンコ店1号店を岡山県津山市に出店。
- 1985年（昭和60年） - 全秦通商株式会社を設立。ブックセンターコスモを出店。
- 1989年（平成元年） - カラオケボックスを出店。
- 1993年（平成5年） - 岡山県津山市鍛治町に全秦通商本部ビルが完成。
- 2004年（平成16年）4月27日 - 倒産した国際開発が運営していた岡山県赤磐郡吉井町（現・赤磐市）の山陽ゴルフ倶楽部吉井コースを改修し、山陽ゴルフ倶楽部として再建。
- 2012年（平成24年） - 諸事情により全秦グループは二手に分かれることとなり、全本金属は当ページにおける全秦グループではなくゼンシングループ側に含まれる形となった。

## グループ企業一覧
- 全秦通商株式会社
- 株式会社エアテック - 建築業。